# El pájaro de la felicidad
El pájaro de la felicidad es una película dramática española de 1993 dirigida por Pilar Miró. Con guion de Mario Camus el elenco está encabezado por Mercedes Sampietro, Aitana Sánchez-Gijón, José Sacristán y Carlos Hipólito en sus papeles principales.
La cinta obtuvo un Premio Goya a mejor fotografía (José Luis Alcaine) y un Premio Ondas a mejor actriz (Mercedes Sampietro). Se proyectó en la sección Un certain regard del Festival de Cine de Cannes del mismo año.

## Sinopsis
Una mujer de unos 50 años, pintora y restauradora de arte de profesión, sufre un intento de violación tras visitar a su único hijo. Ante el trastorno psicológico y la indiferencia de su novio, comienza a reflexionar sobre su vida y las situaciones que le han llevado hasta ese punto: su divorcio, el desapego de su hijo al que no ha atendido o el escaso trato hacia sus padres. Para ello decide refugiarse en su soledad, volcándose en su trabajo, trasladándose a una casa alquilada en el sur de España donde busca su pasado.

## Reparto
| Intérprete                 | Personaje          |
| -------------------------- | ------------------ |
| Mercedes Sampietro         | Carmen             |
| Aitana Sánchez-Gijón       | Nani               |
| José Sacristán             | Eduardo            |
| Carlos Hipólito            | Enrique Jr.        |
| Lluís Homar                | Fernando           |
| Daniel Dicenta             | Enrique            |
| Mari Carmen Prendes        | Madre              |
| Jordi Torras               | Padre              |
| Asunción Balaguer          | Señora Rica        |
| Ana Gracia                 | Chica Agencia      |
| Eulàlia Ramón              | Elisa              |
| Antonio Canal              | Sergio             |
| Felipe García Vélez        | Asaltante          |
| Diego Carvajal             | Mauro              |
| Rafael Ramos de Castro     | Ayudante Dirección |
| Gabriel Garbisu            | Carlos             |
| Pedro Hernando             | Camarero Hotel     |
| Iñaki Guevara              | Taxista            |
| César Diéguez              | Mozo Mudanza       |
| Pepa Serrano               | Rosa               |
| Gonzalo Baz                | Asaltante 2        |
| Juan Alberto del Santo     | Asaltante 3        |
| Antonia Cortez             | Niña Almería       |
| Jorge Ballester            | Bebé 1º            |
| Jesús Salazar Giménez      | Bebé 2º            |
| José Antonio García Acacio | Bebé 3º            |
| Josep Maria Pou            | Compañía Teatral   |
| Adriana Ozores             | Compañía Teatral   |
| Enric Majó                 | Compañía Teatral   |
| Fidel Almansa              | Compañía Teatral   |
| José Luis Masso            | Compañía Teatral   |
| Roberto Alonso             | Compañía Teatral   |

## Premios

### Goyas 1993
| Categoría        | Persona           | Resultado |
| ---------------- | ----------------- | --------- |
| Mejor fotografía | José Luis Alcaine | Ganador   |
| Mejor sonido     | Carlos Faruolo    | Candidato |